# Пыр
Пыр, Пыр-Ёль — река в России, протекает в Прилузском районе Республики Коми. Устье реки находится в 429 км по левому берегу реки Луза. Длина реки составляет 11 км.
Исток реки в лесном массиве на Северных Увалах в 16 км к северо-западу от посёлка Ваймес. Река течёт на юго-восток, всё течение проходит по ненаселённому холмистому лесному массиву. Впадает в Лузу в урочище Усть-Вель ниже посёлка Велдорья. Ширина реки не превышает 10 м.

## Данные водного реестра
По данным государственного водного реестра России и геоинформационной системы водохозяйственного районирования территории РФ, подготовленной Федеральным агентством водных ресурсов:
- Бассейновый округ — Двинско-Печорский
- Речной бассейн — Северная Двина
- Речной подбассейн — Малая Северная Двина
- Водохозяйственный участок — Юг
- Код водного объекта — 03020100212103000012068